# Erik Fichtelius
Björn Erik Fichtelius, född 15 december 1949 i Uppsala, är en svensk journalist och författare. Fichtelius var VD för Utbildningsradion fram till sommaren 2015. 2015–2019 ledde han arbetet på Kungliga biblioteket med att ta fram en nationell biblioteksstrategi.

## Utbildning
År 1968 studerade han vid John F. Kennedy Senior High School i Minneapolis i USA och 1974 blev han  filosofie kandidat i statsvetenskap, ekonomisk historia och sociologi vid Uppsala universitet.

## Arbetsliv
Fichtelius frilansade för Upsala Nya Tidning 1967–1969.
Åren 1969–1972 arbetade han vid regionalradion i Uppsala. Därefter arbetade han 1972–1973 för dåvarande TV 2 på SVT och 1974 var han i Paris för Aftonbladets räkning. Under 1975 gjorde han barnprogrammet Kartonghuset på SVT.
År 1975 anställdes Fichtelius vid Riksradion och Ekoredaktionen. Där var han chef för allmänreportrarna 1980–1984. Åren 1984–1986 var han producent och programledare för Konsumentekot och 1986 fick han Stora Journalistpriset. Åren 1987–1993 var han chef för Ekoredaktionen. År 1993 lämnade han radion för tv:s Aktuellt där han blev inrikesreporter och politisk kommentator.
Åren 1996–1997 var Fichtelius gästprofessor i journalistik vid JMK, Stockholms universitet.

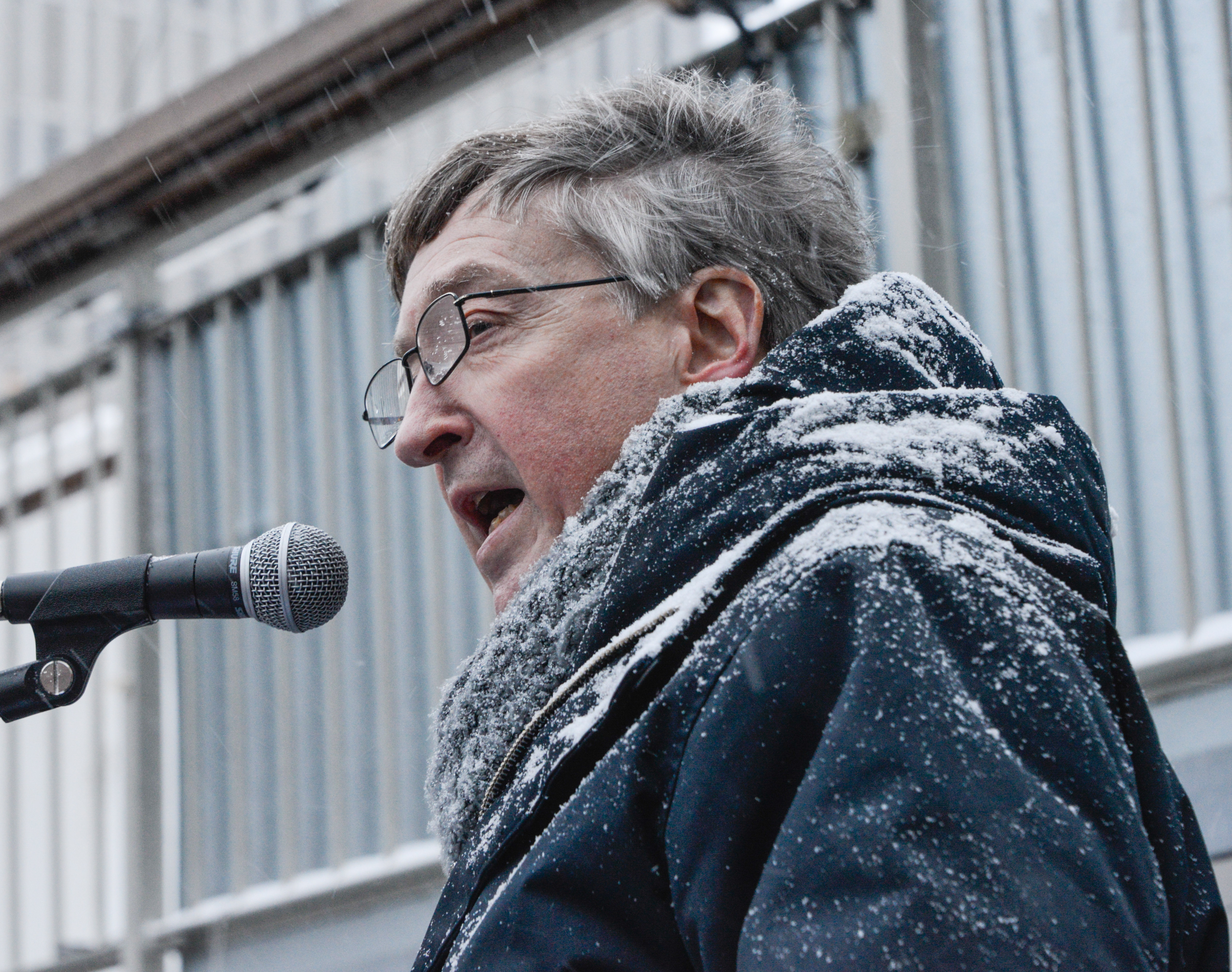
Erik Fichtelius i talarstolen på Sergels torg under manifestationen för offren vid attentatet på Charlie Hebdo i januari 2015.

Under valrörelserna 1998 och 2002 ledde Fichtelius SVT:s partiledarutfrågningar – 1998 tillsammans med Helena Stålnert och 2002 med Stina Lundberg. År 2003 utsågs Fichtelius till redaktionschef och ansvarig utgivare för SVT 24 Direkt, som sänder seminarier, utfrågningar, debatter och föredrag, samt från Riksdag, Rosenbad och EU-parlamentet.
År 2007 fick Fichtelius Stora Journalistpriset för andra gången, som "Årets Förnyare" för programserien Ordförande Persson, se nedan.
I augusti 2009 utsågs Fichtelius till VD i Utbildningsradion, UR. I november 2010 promoverades han till filosofie hedersdoktor i medie- och kommunikationsvetenskap vid Mittuniversitetet.
Erik Fichtelius har varit styrelseledamot i Rikab (Radiotjänst AB), SRF (Sveriges Radios Förvaltnings AB), Utrikespolitiska Instituet. Han är ordförande i Utgivarna, en samverkansorganisation för press, radio och tv, samt ledamot av Kungliga Patriotiska Sällskapet.
Fichtelius meddelade i december 2014 att han som pensionär avser att lämna sitt styrelseuppdrag som VD för utbildningsradion den 15 augusti 2015.
Mellan 2015 och 2019 arbetade Erik Fichtelius vid Kungliga biblioteket, KB,  som nationell samordnare för en nationell biblioteksstrategi. Förslagen överlämnades till regeringen i april 2019.   Huvudförslaget döptes till Demokratins Skattkammare och kompletterades med flera filmer.

### Ordförande Persson
Under andra halvan av 2002  framkom att han på uppdrag av SVT gjort regelbundna intervjuer med Göran Persson, från dennes tillträdande som statsminister och framåt, parallellt med sin anställning som politisk kommentator i Aktuellt. I början av 2003 lämnade Fichtelius Aktuellt för att starta det nya programmet 24 Direkt i tv-kanalen 24.  Efter Göran Perssons avgång som ordförande för Socialdemokraterna i mars 2007 visades Fichtelius intervjuer med Göran Persson i dokumentärserien Ordförande Persson, där Perssons tankegångar avhandlas i fyra timslånga avsnitt. Stora delar av intervjumaterialet publicerades i boken Aldrig ensam - alltid ensam och det fullständiga materialet publicerades av Södertörns högskola i Samtalen med Göran Persson.

### Familj
Erik Fichtelius är son till Karl Erik Fichtelius, professor i histologi, och textilkonstnären Ulla, född Ringmar. Han gifte sig 1999 med Ulrika Beck-Friis, föreståndare Institutet för Mediestudier, tidigare förläggare och chefredaktör på Gothia fortbildning och tidigare biträdande inrikeschef på SvD.

## Priser och utmärkelser
- Vilhelm Moberg-stipendiet 1981
- Stora journalistpriset 1986 och 2007
- Expressens Guldgeting
- Klemming-medaljen 2019
- Ikarospriset 1985
- Skånes Bönders ros 1990
- Hedersdoktor i medie- och informationsvetenskap vid Mittuniversitetet 2010
- Svenska djurskyddsföreningens förtjänstplakett[förtydliga]

## Styrelseuppdrag
- Ordförande i Publicistklubbens Hiertanämnd från 2017-2022[förtydliga]
- Ledamot i Kungliga Patriotiska Sällskapet[förtydliga]
- Ordförande i Aniara Press

### Tidigare uppdrag
- Styrelseledamot Utrikespolitiska Institutet[förtydliga]
- TV-akademien Club 100[förtydliga]
- Styrelseledamot Publicistklubben[förtydliga]
- Styrelseledamot Riksdagsjournalisternas förening[förtydliga]
- Ordförande Producentföreningen vid Sveriges Radio[förtydliga]
- Styrelseledamot Föreningen Grävande Journalister[förtydliga]

### Scoopet
- 2018 – Fichtelius, Erik; Widmark Martin, Andersson Kim W.. Förstörda bevis. Scoopet. Stockholm: Bonnier Carlsen. Libris 22409758. ISBN 9789163899102
- 2019 – Fichtelius, Erik; Widmark Martin, Andersson Kim W.. Mordbranden. Scoopet. Stockholm: Bonnier Carlsen. Libris z7njcdz1wpr0dtr4. ISBN 9789178034499
- 2021 – Fichtelius, Erik; Widmark Martin, Andersson Kim W.. Scoopet. Stockholm: Bonnier Carlsen. Libris 8n7qdxg769bb3knh. ISBN 9789179758998
- 2021 – Widmark, Martin; Fichtelius Erik, Andersson Kim W, Fichtelius Erik. Trollfabriken. Scoopet. Bonnier Carlsen. Libris jxm44wwvg1dgl1lj. ISBN 9789179771560